# Kocsák Tibor
Kocsák Tibor (Budapest, 1954. február 13. –) Erkel Ferenc-díjas magyar zeneszerző, zongoraművész, egyetemi tanár. A Magyar Zeneszerzők Egyesületének elnökségi tagja.

## Életpályája
1968-tól 1972-ig a Bartók Béla Konzervatóriumban Ábrahám Mariann zongora- és Soproni József zeneszerzés-tanítványa volt. 1973 és 1978 között a Zeneművészeti Főiskola zongora szakán Bächer Mihály és Falvai Sándor tanította.
1978–1982 között a Zeneművészeti Főiskola Zenetanárképző győri tagozatának zongoratanára volt. 1978–1980 között a győri Zeneművészeti Szakközépiskola zongoratanára, valamint a Színház- és Filmművészeti Főiskola adjunktusa volt. 1978–2008 között a Színház- és Filmművészeti Főiskola docense volt. 1989-től a Madách Színház zenei vezetője.

## Díjak
- eMeRTon-díj (1991)
- Huszka Jenő-díj (1995)
- Erkel Ferenc-díj (2004)
- A Magyar Köztársasági Érdemrend lovagkeresztje (2005)
- Artisjus-díj (2006)
- Fényes Szabolcs-díj (2008)
- Budapestért díj (2009)

## Színházi munkái
Megjegyzés: A művek zeneszerzője Kocsák Tibor, hacsak nincs máshogy jelezve.
- A krónikás (1984)[2]
  - Társ-zeneszerző: Kemény Gábor
  - Dalszöveg: Miklós Tibor
  - Stefan Heym Dávid király krónikája című regénye alapján
- A zöld kakadu (1986)[3]
  - Társ-zeneszerző: Kemény Gábor
  - Szövegkönyv: Bőhm György és Prekop Gabriella
  - Arthur Schnitzler drámája alapján
- Egy nő, akinek lelke van (1988)[4]
  - Társ-zeneszerző: Kemény Gábor
  - Dalszöveg: Fodor Ákos
- Légy jó mindhalálig (1991)
  - Dalszöveg: Miklós Tibor
  - Móricz Zsigmond regénye alapján
- A Kid (1992)[5]
  - Dalszöveg: Abádi Nagy Zoltán
  - Robert Coover drámája alapján
- Anna Karenina (1994)
  - Dalszöveg: Miklós Tibor
  - Lev Tolsztoj regénye alapján
- A vörös malom (1994)
  - Dalszöveg: Miklós Tibor
  - Molnár Ferenc színdarabja alapján
- Utazás (1996)
  - Dalszöveg: Miklós Tibor
  - Tábori György Utazás című regénye alapján
  - 2016-ban átdolgozva Lady Budapest néven[6]
- Nana (2003)
  - Dalszöveg: Miklós Tibor
  - Émile Zola regénye alapján
- Kiálts a szeretetért! (2005)[7]
  - Társ-zeneszerző: Kemény Gábor
  - Dalszöveg: Miklós Tibor
- Abigél (2008)
  - Dalszöveg: Miklós Tibor
  - Szabó Magda regénye alapján
- Szegény gazdagok (2010)
  - Dalszöveg: Miklós Tibor
  - Jókai Mór regénye alapján
- Tűzrőlpattant Tündérország (2015)[8][9]
  - Dalszöveg: Wichmann Ákos
  - Benedek Elek művei alapján
- Képmutatók (2024)[10] (Csak konceptalbum)
  - Dalszöveg: Bródy János
  - Mihail Bulgakov drámája alapján

## Egyéb munkái
- Budapest, te csodás! (1998) és Járom az utam (2006) – Zenés revüműsorok korabeli összeállított slágerek alapján. Társszerző: Nagy András.
- Az ember tragédiája (2000), Hófehérke és a hét törpe, Fantomfájdalom – Balettzenék

### Karmesterként
- Woldin: Kitörés (1982)
- Porter: Csókolj meg, Katám! (1982)
- A krónikás (1984)
- Várkonyi Mátyás: A bábjátékos (1985)
- Zerkovitz Béla: Csókos asszony (1987)
- Gay: Me and My Girl (1988)
- Hamlisch: Michael Bennett emlékére (1988)
- Auber: Fra Diavolo (1993)
- Voskovec–Werich: A Nehéz Barbara (1995)
- Budapest, te csodás! (1998)
- Schönberg: Nyomorultak (1999)
- Anna Karenina (2002)
- Lloyd Webber: Az operaház fantomja (2003)
- Lloyd Webber: József és a színes, szélesvásznú álomkabát (2008)
- Prez–Idle: Spamalot, avagy a Gyalog Galopp (2009)
- Lloyd Webber: Jézus Krisztus szupersztár (2010)
- Vizy Márton: Én, József Attila (Attila szerelmei) (2012)
- Sherman–Stiles: Mary Poppins (2012)

### Hangszerelések, vezénylések
- Show-Boat
- Raisin
- A francia forradalom
- Fra Diavolo
- Chorus Line
- Én és a kisöcsém
- La Mancha lovagja
- A csókos asszony
- Ahogy tesszük
- Singin' in the rain
- West Side Story
- Szerelmeim
- Me and My Girl
- Mária evangéliuma
- A krónikás
- József és a színes, szélesvásznú álomkabát
- Kabaré

### Musicalek
- Házasság párizsi módra
- Dörmögőék csodajátéka

## Kiadott albumok
- A krónikás
- Darvas Iván-lemez
- Adamis Anna-lemez
- A csókos asszony
- Me and My Girl
- József és a színes, szélesvásznú álomkabát
- Dóra I.-II.
- Légy jó mindhalálig
- Kabaré